# Vaccinium modestum
Vaccinium modestum är en ljungväxtart som beskrevs av William Wright Smith. Vaccinium modestum ingår i Blåbärssläktet, och familjen ljungväxter. Inga underarter finns listade i Catalogue of Life.